# Conrad Janninck
Conrad Janninck (Groninga, 19 de noviembre de 1650 – Amberes, 13 de agosto de 1723) fue un jesuita flamenco hagiógrafo, uno de los bolandistas.

## Vida
Nació en una familia profundamente fiel a la Iglesia católica, en una tierra donde había pocos católicos. Estudió humanidades en el colegio de la Compañía de Meppen y, después, en el de Amberes. Acabado el noviciado, cursó la filosofía (1672-1674), y luego enseñó en el colegio de Malinas hasta 1677. Antes de empezar la teología, fue asociado al trabajo de los bolandistas y el primero en recibir, bajo la dirección de Daniel Papebroch, una formación especializada en hagiografía. Fue a Roma (1681), donde hizo la teología y, tras la tercera probación en Florencia, regresó a Amberes (1686). Con su ayuda, los bolandistas pudieron publicar en un tiempo relativamente breve (1685-1688) los tomos cuarto al séptimo de las Acta Sanctorum Maii, así como el Propylæum de mayo. Las aportaciones señaladas con las iniciales de Janninck se encuentran desde el tomo quinto de las Acta Sanctorum de mayo hasta el tomo segundo de julio. Intervino mucho en orientar las Acta Sanctorum hacia la hagiografía bizantina. La obra de los bolandistas se aprovechó, además, de su búsqueda de nuevas fuentes. Al volver de Italia (1686), visitó las bibliotecas del Reino de Nápoles y las que se encontraban en su camino de vuelta; en 1688, atravesó los territorios del Sacro Imperio Romano Germánico, investigando en las bibliotecas de Aschaffenburg, Praga y Viena, a más de algunas de Baviera, Suabia y Lorena.
Durante la larga disputa (1675-1715) que los carmelitas promovieron contra Papebroch y los bolandistas sobre el origen de su Orden, supuestamente desde el profeta Elías, Janninck defendió la reputación de su compañero contra campañas difamatorias. El tomo primero de las Acta Sanctorum Junii contiene tres de sus defensas. Al promulgarse en Toledo la sentencia condenatoria de la obra de Papebroch por la Inquisición española (noviembre 1695), Janninck fue enviado a Roma (1697) para evitar la confirmación de esta condena e incluso conseguir su anulación, pero fue en vano. Dispuesto a ir a España (1705), Janninck obtuvo la ayuda eficaz del jesuita español, José Cassani, calificador del Santo Oficio, y, tras nueve años de esfuerzos, se logró la revisión del proceso oficial, que resultó en la revocación de la sentencia inquisistorial (1715). Pero Janninck no sobrevivió mucho a este éxito. Tuvo un ataque de hemiplejía (1719), seguido por varios más, que le llevaron a la muerte.

## Obras
- Acta Sanctorum Maii 5-7 (Amberes, 1685- 1688); Junii 1-7 (Amberes, 1695-1717); Julii 1-2 (Amberes, 1719-1721).
- Propylæum ad Acta Sanctorum Maii (Amberes, 1685-1688).
- «Pro Actis Sanctorum hactenus editis opuscula apologetica reposita antirrheticis Adm. R. P. Sebastiani a S. Paulo Provinciali Carmeli Flandrobelgici». Acta Sanctorum Junii (Amberes) 1: I-XLIII. 1695.
- Acta B. Aloysi Gonzagae... ad originaria documenta (Amberes, 1706).